# Saison 2018-2019 du Jazz de l'Utah
La saison 2018-2019 du Jazz de l'Utah est la 45e saison de la franchise en National Basketball Association (NBA) et la 40e saison dans la ville de Salt Lake City.

## Draft
| Tour | Choix | Joueur          | Poste | Nationalité | Provenance             |
| ---- | ----- | --------------- | ----- | ----------- | ---------------------- |
| 1    | 21    | Grayson Allen   | G     | États-Unis  | Blue Devils de Duke    |
| 2    | 52    | Vincent Edwards | G     | États-Unis  | Boilermakers de Purdue |

## Matchs

### Summer League
| Summer League Total: 4-4 |

| Match | Date match | Équipe      | Score   | Meilleur marqueur    | Meilleur rebondeur | Meilleur passeur    | Lieux Spectateurs       | Série |
| ----- | ---------- | ----------- | ------- | -------------------- | ------------------ | ------------------- | ----------------------- | ----- |
| 1     | 2 juillet  | San Antonio | V 92-76 | Georges Niang (17)   | Tony Bradley (11)  | Grayson Allen (7)   | Vivint Smart Home Arena | 1 - 0 |
| 2     | 3 juillet  | Memphis     | D 92-95 | Naz Mitrou-Long (19) | Tony Bradley (14)  | Naz Mitrou-Long (8) | Vivint Smart Home Arena | 1 - 1 |
| 3     | 5 juillet  | Atlanta     | V 87-82 | 3 joueurs (15)       | Tony Bradley (12)  | Grayson Allen (8)   | Vivint Smart Home Arena | 2 - 1 |

| Match | Date match | Équipe   | Score   | Meilleur marqueur  | Meilleur rebondeur | Meilleur passeur       | Lieux Spectateurs    | Série |
| ----- | ---------- | -------- | ------- | ------------------ | ------------------ | ---------------------- | -------------------- | ----- |
| 1     | 7 juillet  | Portland | D 78-93 | 3 joueurs (16)     | Malcolm Hill (7)   | Allen, Wilder (5)      | Cox Pavilion         | 0 - 1 |
| 2     | 8 juillet  | New York | V 90-85 | Georges Niang (20) | Georges Niang (8)  | Jairus Lyles (4)       | Cox Pavilion         | 1 - 1 |
| 3     | 10 juillet | Miami    | D 90-98 | Allen, Stone (17)  | 3 joueurs (7)      | Trey Lewis (6)         | Thomas & Mack Center | 1 - 2 |
| 4     | 12 juillet | Orlando  | V 75-70 | Diamond Stone (14) | Niang, Stone (11)  | Naz Mitrou-Long (4)    | Cox Pavilion         | 2 - 2 |
| 5     | 14 juillet | Memphis  | D 86-92 | Georges Niang (18) | Georges Niang (9)  | Mitrou-Long, Niang (5) | Thomas & Mack Center | 2 - 3 |

### Pré-saison
| Pré-saison Total: 5-0 (Domicile : 3-0 ; Extérieur : 2-0) |

| Match | Date match   | Équipe       | Score     | Meilleur marqueur     | Meilleur rebondeur  | Meilleur passeur   | Lieux                   | Série |
| ----- | ------------ | ------------ | --------- | --------------------- | ------------------- | ------------------ | ----------------------- | ----- |
| 1     | 29 septembre | Perth        | V 130-72  | Grayson Allen (19)    | Tony Bradley (8)    | Grayson Allen (6)  | Vivint Smart Home Arena | 1 - 0 |
| 2     | 2 octobre    | Toronto      | V 105-90  | Joe Ingles (24)       | Rudy Gobert (10)    | Quatre joueurs (4) | Vivint Smart Home Arena | 2 - 0 |
| 3     | 5 octobre    | Adelaide     | V 129-99  | Donovan Mitchell (18) | Ekpe Udoh (10)      | Joe Ingles (7)     | Vivint Smart Home Arena | 3 - 0 |
| 4     | 7 octobre    | @ Portland   | V 123-112 | Donovan Mitchell (21) | Joe Ingles (7)      | Joe Ingles (5)     | Moda Center             | 4 - 0 |
| 5     | 11 octobre   | @ Sacramento | V 132-93  | Rudy Gobert (18)      | Derrick Favors (12) | Ricky Rubio (6)    | Golden 1 Center         | 5 - 0 |

### Saison régulière
| Saison régulière Total: 50-32 (Domicile : 29-12 ; Extérieur : 21-20) |

| Match | Date match | Équipe                | Score     | Meilleur marqueur     | Meilleur rebondeur | Meilleur passeur     | Lieux                    | Série |
| ----- | ---------- | --------------------- | --------- | --------------------- | ------------------ | -------------------- | ------------------------ | ----- |
| 1     | 17 octobre | @ Sacramento          | V 123-117 | Donovan Mitchell (24) | Rudy Gobert (15)   | Joe Ingles (6)       | Golden 1 Center          | 1 - 0 |
| 2     | 19 octobre | Golden State          | D 123-124 | Joe Ingles (27)       | Rudy Gobert (11)   | Ricky Rubio (10)     | Vivint Smart Home Arena  | 1 - 1 |
| 3     | 22 octobre | Memphis               | D 84-92   | Jae Crowder (15)      | Rudy Gobert (12)   | Ingles, Rubio (5)    | Vivint Smart Home Arena  | 1 - 2 |
| 4     | 24 octobre | @ Houston             | V 100-89  | Donovan Mitchell (38) | Rudy Gobert (13)   | Donovan Mitchell (7) | Toyota Center            | 2 - 2 |
| 5     | 27 octobre | @ La Nouvelle-Orléans | V 132-111 | Ricky Rubio (28)      | Rudy Gobert (14)   | Ricky Rubio (12)     | Smoothie King Center     | 3 - 2 |
| 6     | 28 octobre | @ Dallas              | V 113-104 | Rudy Gobert (23)      | Rudy Gobert (16)   | Ricky Rubio (8)      | American Airlines Center | 4 - 2 |
| 7     | 31 octobre | @ Minnesota           | D 125-128 | Donovan Mitchell (26) | Rudy Gobert (13)   | Trois joueurs (5)    | Target Center            | 4 - 3 |

| Match | Date match  | Équipe         | Score     | Meilleur marqueur     | Meilleur rebondeur | Meilleur passeur     | Lieux                    | Série   |
| ----- | ----------- | -------------- | --------- | --------------------- | ------------------ | -------------------- | ------------------------ | ------- |
| 8     | 2 novembre  | Memphis        | D 100-110 | Ricky Rubio (22)      | Rudy Gobert (16)   | Ricky Rubio (11)     | Vivint Smart Home Arena  | 4 - 4   |
| 9     | 3 novembre  | @ Denver       | D 88-103  | Jae Crowder (21)      | Rudy Gobert (12)   | Ingles, Rubio (6)    | Pepsi Center             | 4 - 5   |
| 10    | 5 novembre  | Toronto        | D 111-124 | Alec Burks (22)       | Rudy Gobert (12)   | Ricky Rubio (9)      | Vivint Smart Home Arena  | 4 - 6   |
| 11    | 7 novembre  | Dallas         | V 117-102 | Donovan Mitchell (23) | Rudy Gobert (10)   | Ricky Rubio (12)     | Vivint Smart Home Arena  | 5 - 6   |
| 12    | 9 novembre  | Boston         | V 123-115 | Joe Ingles (27)       | Rudy Gobert (15)   | Ingles, Rubio (7)    | Vivint Smart Home Arena  | 6 - 6   |
| 13    | 12 novembre | @ Memphis      | V 96-88   | Joe Ingles (19)       | Rudy Gobert (16)   | Joe Ingles (5)       | FedExForum               | 7 - 6   |
| 14    | 14 novembre | @ Dallas       | D 68-118  | Ricky Rubio (11)      | Rudy Gobert (10)   | Mitchell, Rubio (3)  | American Airlines Center | 7 - 7   |
| 15    | 16 novembre | @ Philadelphie | D 107-113 | Donovan Mitchell (31) | Rudy Gobert (10)   | Exum, Rubio (4)      | Wells Fargo Center       | 7 - 8   |
| 16    | 17 novembre | @ Boston       | V 98-86   | Donovan Mitchell (28) | Rudy Gobert (9)    | Ingles, Mitchell (6) | TD Garden                | 8 - 8   |
| 17    | 19 novembre | @ Indiana      | D 94-121  | Ricky Rubio (28)      | Rudy Gobert (11)   | Ricky Rubio (6)      | Bankers Life Fieldhouse  | 8 - 9   |
| 18    | 21 novembre | Sacramento     | D 110-119 | Donovan Mitchell (35) | Rudy Gobert (15)   | Ingles, Rubio (7)    | Vivint Smart Home Arena  | 8 - 10  |
| 19    | 23 novembre | @ L.A. Lakers  | D 83-90   | Alec Burks (17)       | Joe Ingles (8)     | Ingles, Rubio (5)    | Staples Center           | 8 - 11  |
| 20    | 25 novembre | @ Sacramento   | V 133-112 | Ricky Rubio (27)      | Rudy Gobert (15)   | Joe Ingles (6)       | Golden 1 Center          | 9 - 11  |
| 21    | 26 novembre | Indiana        | D 88-121  | Derrick Favors (13)   | Derrick Favors (8) | Ricky Rubio (8)      | Vivint Smart Home Arena  | 9 - 12  |
| 22    | 28 novembre | @ Brooklyn     | V 101-91  | Donovan Mitchell (29) | Rudy Gobert (16)   | Joe Ingles (5)       | Barclays Center          | 10 - 12 |
| 23    | 30 novembre | @ Charlotte    | V 119-111 | Donovan Mitchell (30) | Rudy Gobert (17)   | Jae Crowder (7)      | Spectrum Center          | 11 - 12 |

| Match | Date match  | Équipe          | Score     | Meilleur marqueur     | Meilleur rebondeur  | Meilleur passeur  | Lieux                   | Série   |
| ----- | ----------- | --------------- | --------- | --------------------- | ------------------- | ----------------- | ----------------------- | ------- |
| 24    | 2 décembre  | @ Miami         | D 100-102 | Ricky Rubio (23)      | Rudy Gobert (18)    | Ricky Rubio (6)   | American Airlines Arena | 11 - 13 |
| 25    | 4 décembre  | San Antonio     | V 139-105 | Donovan Mitchell (20) | Rudy Gobert (10)    | Ingles, Rubio (7) | Vivint Smart Home Arena | 12 - 13 |
| 26    | 6 décembre  | Houston         | V 118-91  | Derrick Favors (24)   | Derrick Favors (10) | Ricky Rubio (6)   | Vivint Smart Home Arena | 13 - 13 |
| 27    | 9 décembre  | @ San Antonio   | D 97-110  | Donovan Mitchell (27) | Favors, Gobert (8)  | Rudy Gobert (7)   | AT&T Center             | 13 - 14 |
| 28    | 10 décembre | @ Oklahoma City | D 113-122 | Donovan Mitchell (19) | Ricky Rubio (14)    | Ingles, Neto (5)  | Chesapeake Energy Arena | 13 - 15 |
| 29    | 12 décembre | Miami           | V 111-84  | Donovan Mitchell (21) | Rudy Gobert (11)    | Ingles, Rubio (6) | Vivint Smart Home Arena | 14 - 15 |
| 30    | 15 décembre | @ Orlando       | D 89-96   | Donovan Mitchell (24) | Rudy Gobert (13)    | Joe Ingles (5)    | Arena Ciudad de México  | 14 - 16 |
| 31    | 17 décembre | @ Houston       | D 97-102  | Donovan Mitchell (23) | Rudy Gobert (13)    | Joe Ingles (6)    | Toyota Center           | 14 - 17 |
| 32    | 19 décembre | Golden State    | V 108-103 | Joe Ingles (20)       | Rudy Gobert (15)    | Ricky Rubio (10)  | Vivint Smart Home Arena | 15 - 17 |
| 33    | 21 décembre | @ Portland      | V 120-90  | Ricky Rubio (24)      | Rudy Gobert (11)    | Exum, Rubio (8)   | Moda Center             | 16 - 17 |
| 34    | 22 décembre | Oklahoma City   | D 106-107 | Gobert, Mitchell (20) | Rudy Gobert (10)    | Ricky Rubio (14)  | Vivint Smart Home Arena | 16 - 18 |
| 35    | 25 décembre | Portland        | V 117-96  | Donovan Mitchell (19) | Rudy Gobert (14)    | Ricky Rubio (6)   | Vivint Smart Home Arena | 17 - 18 |
| 36    | 27 décembre | Philadelphie    | D 97-114  | Donovan Mitchell (23) | Rudy Gobert (15)    | Rudy Gobert (5)   | Vivint Smart Home Arena | 17 - 19 |
| 37    | 29 décembre | New York        | V 129-97  | Rudy Gobert (25)      | Rudy Gobert (16)    | Dante Exum (13)   | Vivint Smart Home Arena | 18 - 19 |

| Match | Date match  | Équipe          | Score     | Meilleur marqueur     | Meilleur rebondeur  | Meilleur passeur      | Lieux                   | Série   |
| ----- | ----------- | --------------- | --------- | --------------------- | ------------------- | --------------------- | ----------------------- | ------- |
| 38    | 1er janvier | @ Toronto       | D 116-122 | Jae Crowder (30)      | Favors, Gobert (9)  | Ricky Rubio (8)       | Scotiabank Arena        | 18 - 20 |
| 39    | 4 janvier   | @ Cleveland     | V 117-91  | Donovan Mitchell (18) | Joe Ingles (9)      | Dante Exum (7)        | Quicken Loans Arena     | 19 - 20 |
| 40    | 5 janvier   | @ Détroit       | V 110-105 | Donovan Mitchell (26) | Rudy Gobert (11)    | Exum, Mitchell (5)    | Little Caesars Arena    | 20 - 20 |
| 41    | 6 janvier   | @ Milwaukee     | D 102-114 | Donovan Mitchell (26) | Rudy Gobert (15)    | Joe Ingles (6)        | Fiserv Forum            | 20 - 21 |
| 42    | 9 janvier   | Orlando         | V 106-93  | Donovan Mitchell (33) | Rudy Gobert (14)    | Ingles, Mitchell (7)  | Vivint Smart Home Arena | 21 - 21 |
| 43    | 11 janvier  | L.A. Lakers     | V 113-95  | Donovan Mitchell (33) | Rudy Gobert (18)    | Donovan Mitchell (9)  | Vivint Smart Home Arena | 22 - 21 |
| 44    | 12 janvier  | Chicago         | V 110-102 | Donovan Mitchell (34) | Rudy Gobert (16)    | Rudy Gobert (8)       | Vivint Smart Home Arena | 23 - 21 |
| 45    | 14 janvier  | Détroit         | V 100-94  | Donovan Mitchell (28) | Rudy Gobert (25)    | Joe Ingles (8)        | Vivint Smart Home Arena | 24 - 21 |
| 46    | 16 janvier  | @ L.A. Clippers | V 129-109 | Donovan Mitchell (28) | Rudy Gobert (22)    | Joe Ingles (8)        | Staples Center          | 25 - 21 |
| 47    | 18 janvier  | Cleveland       | V 115-99  | Donovan Mitchell (24) | Rudy Gobert (15)    | Joe Ingles (8)        | Vivint Smart Home Arena | 26 - 21 |
| 48    | 21 janvier  | Portland        | D 104-109 | Donovan Mitchell (36) | Rudy Gobert (13)    | Joe Ingles (6)        | Vivint Smart Home Arena | 26 - 22 |
| 49    | 23 janvier  | Denver          | V 114-108 | Donovan Mitchell (35) | Rudy Gobert (10)    | Joe Ingles (8)        | Vivint Smart Home Arena | 27 - 22 |
| 50    | 25 janvier  | Minnesota       | V 106-102 | Donovan Mitchell (24) | Rudy Gobert (16)    | Donovan Mitchell (11) | Vivint Smart Home Arena | 28 - 22 |
| 51    | 27 janvier  | @ Minnesota     | V 125-111 | Donovan Mitchell (29) | Derrick Favors (11) | Ricky Rubio (8)       | Target Center           | 29 - 22 |
| 52    | 30 janvier  | @ Portland      | D 105-132 | Donovan Mitchell (22) | Rudy Gobert (9)     | Ricky Rubio (7)       | Moda Center             | 29 - 23 |

| Match                  | Date match  | Équipe          | Score           | Meilleur marqueur     | Meilleur rebondeur  | Meilleur passeur     | Lieux                   | Série   |
| ---------------------- | ----------- | --------------- | --------------- | --------------------- | ------------------- | -------------------- | ----------------------- | ------- |
| 53                     | 1er février | Atlanta         | V 128-112       | Rudy Gobert (25)      | Rudy Gobert (13)    | Ricky Rubio (11)     | Vivint Smart Home Arena | 30 - 23 |
| 54                     | 2 février   | Houston         | D 98-125        | Donovan Mitchell (26) | Rudy Gobert (13)    | Donovan Mitchell (9) | Vivint Smart Home Arena | 30 - 24 |
| 55                     | 6 février   | Phoenix         | V 116-88        | Donovan Mitchell (21) | Rudy Gobert (12)    | Joe Ingles (11)      | Vivint Smart Home Arena | 31 - 24 |
| 56                     | 9 février   | San Antonio     | V 125-105       | Donovan Mitchell (23) | Rudy Gobert (13)    | Ricky Rubio (6)      | Vivint Smart Home Arena | 32 - 24 |
| 57                     | 12 février  | @ Golden State  | D 108-115       | Donovan Mitchell (25) | Rudy Gobert (16)    | Ricky Rubio (6)      | Oracle Arena            | 32 - 25 |
| NBA All-Star Game 2019 |             |                 |                 |                       |                     |                      |                         |         |
| 58                     | 22 février  | @ Oklahoma City | D 147-148 (2OT) | Donovan Mitchell (38) | Rudy Gobert (17)    | Joe Ingles (7)       | Chesapeake Energy Arena | 32 - 26 |
| 59                     | 23 février  | Dallas          | V 125-109       | Mitchell, Rubio (25)  | Rudy Gobert (12)    | Ingles, Mitchell (6) | Vivint Smart Home Arena | 33 - 26 |
| 60                     | 27 février  | L.A. Clippers   | V 111-105       | Donovan Mitchell (32) | Rudy Gobert (13)    | Joe Ingles (6)       | Vivint Smart Home Arena | 34 - 26 |
| 61                     | 28 février  | @ Denver        | V 111-104       | Donovan Mitchell (24) | Derrick Favors (11) | Joe Ingles (10)      | Pepsi Center            | 35 - 26 |

| Match | Date match | Équipe                | Score     | Meilleur marqueur     | Meilleur rebondeur  | Meilleur passeur   | Lieux                      | Série   |
| ----- | ---------- | --------------------- | --------- | --------------------- | ------------------- | ------------------ | -------------------------- | ------- |
| 62    | 2 mars     | Milwaukee             | V 115-111 | Donovan Mitchell (46) | Derrick Favors (18) | Joe Ingles (8)     | Vivint Smart Home Arena    | 36 - 26 |
| 63    | 4 mars     | La Nouvelle-Orléans   | D 112-115 | Crowder, Korver (20)  | Rudy Gobert (19)    | Joe Ingles (11)    | Vivint Smart Home Arena    | 36 - 27 |
| 64    | 6 mars     | @ La Nouvelle-Orléans | V 114-104 | Derrick Favors (25)   | Rudy Gobert (13)    | Ingles, Rubio (10) | Smoothie King Center       | 37 - 27 |
| 65    | 8 mars     | @ Memphis             | D 104-114 | Donovan Mitchell (38) | Jae Crowder (11)    | Joe Ingles (7)     | FedExForum                 | 37 - 28 |
| 66    | 11 mars    | Oklahoma City         | D 89-98   | Donovan Mitchell (25) | Rudy Gobert (12)    | Joe Ingles (8)     | Vivint Smart Home Arena    | 37 - 29 |
| 67    | 13 mars    | @ Phoenix             | V 114-97  | Donovan Mitchell (26) | Rudy Gobert (20)    | Derrick Favors (7) | Talking Stick Resort Arena | 38 - 29 |
| 68    | 14 mars    | Minnesota             | V 120-100 | Donovan Mitchell (24) | Rudy Gobert (13)    | Ingles, Rubio (8)  | Vivint Smart Home Arena    | 39 - 29 |
| 69    | 16 mars    | Brooklyn              | V 114-98  | Donovan Mitchell (24) | Rudy Gobert (17)    | Ricky Rubio (6)    | Vivint Smart Home Arena    | 40 - 29 |
| 70    | 18 mars    | @ Washington          | V 116-95  | Donovan Mitchell (19) | Rudy Gobert (14)    | Ricky Rubio (10)   | Capital One Arena          | 41 - 29 |
| 71    | 20 mars    | @ New York            | V 137-116 | Donovan Mitchell (30) | Rudy Gobert (9)     | Ricky Rubio (9)    | Madison Square Garden      | 42 - 29 |
| 72    | 21 mars    | @ Atlanta             | D 114-117 | Donovan Mitchell (34) | Derrick Favors (15) | Ingles, Rubio (7)  | State Farm Arena           | 42 - 30 |
| 73    | 23 mars    | @ Chicago             | V 114-83  | Rudy Gobert (21)      | Rudy Gobert (14)    | Joe Ingles (5)     | United Center              | 43 - 30 |
| 74    | 25 mars    | Phoenix               | V 125-92  | Rudy Gobert (27)      | Rudy Gobert (10)    | Joe Ingles (7)     | Vivint Smart Home Arena    | 44 - 30 |
| 75    | 27 mars    | L.A. Lakers           | V 115-100 | Rudy Gobert (22)      | Rudy Gobert (11)    | Joe Ingles (4)     | Vivint Smart Home Arena    | 45 - 30 |
| 76    | 29 mars    | Washington            | V 128-124 | Donovan Mitchell (35) | Rudy Gobert (17)    | Joe Ingles (10)    | Vivint Smart Home Arena    | 46 - 30 |

| Match | Date match | Équipe          | Score          | Meilleur marqueur     | Meilleur rebondeur | Meilleur passeur     | Lieux                      | Série   |
| ----- | ---------- | --------------- | -------------- | --------------------- | ------------------ | -------------------- | -------------------------- | ------- |
| 77    | 1er avril  | Charlotte       | V 111-102      | Donovan Mitchell (25) | Rudy Gobert (18)   | Ricky Rubio (13)     | Vivint Smart Home Arena    | 47 - 30 |
| 78    | 3 avril    | @ Phoenix       | V 118-97       | Donovan Mitchell (29) | Rudy Gobert (13)   | Joe Ingles (8)       | Talking Stick Resort Arena | 48 - 30 |
| 79    | 5 avril    | Sacramento      | V 119-98       | Allen, Mitchell (23)  | Rudy Gobert (11)   | Donovan Mitchell (9) | Vivint Smart Home Arena    | 49 - 30 |
| 80    | 7 avril    | @ L.A. Lakers   | D 109-113      | Rudy Gobert (21)      | Rudy Gobert (10)   | Joe Ingles (8)       | Staples Center             | 49 - 31 |
| 81    | 9 avril    | Denver          | V 118-108      | Donovan Mitchell (46) | Rudy Gobert (10)   | Joe Ingles (13)      | Vivint Smart Home Arena    | 50 - 31 |
| 82    | 10 avril   | @ L.A. Clippers | D 137-143 (OT) | Grayson Allen (40)    | Ekpe Udoh (13)     | Naz Mitrou-Long (9)  | Staples Center             | 50 - 32 |

### Playoffs
| Playoffs Total: 1-4 (Domicile : 1-1 ; Extérieur : 0-3) |

| Match | Date match | Équipe    | Score     | Meilleur marqueur     | Meilleur rebondeur  | Meilleur passeur | Lieux Spectateurs       | Série |
| ----- | ---------- | --------- | --------- | --------------------- | ------------------- | ---------------- | ----------------------- | ----- |
| 1     | 14 avril   | @ Houston | D 90-122  | Rudy Gobert (22)      | Rudy Gobert (12)    | Ricky Rubio (6)  | Toyota Center           | 0 - 1 |
| 2     | 17 avril   | @ Houston | D 98-118  | Ricky Rubio (17)      | Derrick Favors (12) | Ricky Rubio (9)  | Toyota Center           | 0 - 2 |
| 3     | 20 avril   | Houston   | D 101-104 | Donovan Mitchell (34) | Rudy Gobert (8)     | Ricky Rubio (6)  | Vivint Smart Home Arena | 0 - 3 |
| 4     | 22 avril   | Houston   | V 107-91  | Donovan Mitchell (31) | Derrick Favors (11) | Ricky Rubio (11) | Vivint Smart Home Arena | 1 - 3 |
| 5     | 24 avril   | @ Houston | D 93-100  | Royce O'Neale (18)    | Jae Crowder (10)    | Ricky Rubio (11) | Toyota Center           | 1 - 4 |

### Confrontations en saison régulière
| Conférence Est      | Conférence Est                               | Conférence Est                               | Conférence Ouest                             | Conférence Ouest                             | Conférence Ouest                             | Conférence Ouest                             | Conférence Ouest                             |
| Division Atlantique | Division Atlantique                          | Division Atlantique                          | Division Nord-Ouest                          | Division Nord-Ouest                          | Division Nord-Ouest                          | Division Nord-Ouest                          | Division Nord-Ouest                          |
| Équipe              | Domicile                                     | Extérieur                                    | Équipe                                       | Domicile                                     | Domicile                                     | Extérieur                                    | Extérieur                                    |
| ------------------- | -------------------------------------------- | -------------------------------------------- | -------------------------------------------- | -------------------------------------------- | -------------------------------------------- | -------------------------------------------- | -------------------------------------------- |
| Boston              | 123-115                                      | 98-86                                        | Denver                                       | 114-108                                      | 118-108                                      | 88-103                                       | 111-104                                      |
| Brooklyn            | 114-98                                       | 101-91                                       | Minnesota                                    | 106-102                                      | 120-100                                      | 125-128                                      | 125-111                                      |
| New York            | 129-97                                       | 137-116                                      | Oklahoma City                                | 106-107                                      | 89-98                                        | 113-122                                      | 147-148 (2OT)                                |
| Philadelphie        | 97-114                                       | 107-113                                      | Portland                                     | 117-96                                       | 104-109                                      | 120-90                                       | 105-132                                      |
| Toronto             | 111-124                                      | 116-122                                      |                                              |                                              |                                              |                                              |                                              |
|                     | 3–2                                          | 3–2                                          |                                              | 5–3                                          | 5–3                                          | 3–5                                          | 3–5                                          |
| Division            | 6–4                                          | 6–4                                          | Division                                     | 8–8                                          | 8–8                                          | 8–8                                          | 8–8                                          |
| Division Atlantique | Division Atlantique                          | Division Atlantique                          | Division Nord-Ouest                          | Division Nord-Ouest                          | Division Nord-Ouest                          | Division Nord-Ouest                          | Division Nord-Ouest                          |
| Équipe              | Domicile                                     | Extérieur                                    | Équipe                                       | Domicile                                     | Domicile                                     | Extérieur                                    | Extérieur                                    |
| Chicago             | 110-102                                      | 114-83                                       | Golden State                                 | 123-124                                      | 108-103                                      | 108-115                                      |                                              |
| Cleveland           | 115-99                                       | 117-91                                       | L.A. Lakers                                  | 113-95                                       | 115-100                                      | 83-90                                        | 109-113                                      |
| Detroit             | 100-94                                       | 110-105                                      | L.A. Clippers                                | 111-105                                      |                                              | 129-109                                      | 137-143 (OT)                                 |
| Indiana             | 88-121                                       | 94-121                                       | Phoenix                                      | 116-88                                       | 125-92                                       | 114-97                                       | 118-97                                       |
| Milwaukee           | 115-111                                      | 102-114                                      | Sacramento                                   | 110-119                                      | 119-98                                       | 123-117                                      | 133-112                                      |
|                     | 4–1                                          | 3–2                                          |                                              | 7–2                                          | 7–2                                          | 5–4                                          | 5–4                                          |
| Division            | 7–3                                          | 7–3                                          | Division                                     | 12–6                                         | 12–6                                         | 12–6                                         | 12–6                                         |
| Division Atlantique | Division Atlantique                          | Division Atlantique                          | Division Nord-Ouest                          | Division Nord-Ouest                          | Division Nord-Ouest                          | Division Nord-Ouest                          | Division Nord-Ouest                          |
| Équipe              | Domicile                                     | Extérieur                                    | Équipe                                       | Domicile                                     | Domicile                                     | Extérieur                                    | Extérieur                                    |
| Atlanta             | 128-112                                      | 114-117                                      | Dallas                                       | 117-102                                      | 125-109                                      | 113-104                                      | 68-118                                       |
| Charlotte           | 111-102                                      | 119-111                                      | Houston                                      | 118-91                                       | 98-125                                       | 100-89                                       | 97-102                                       |
| Miami               | 111-84                                       | 100-102                                      | Memphis                                      | 84-92                                        | 100-110                                      | 96-88                                        | 104-114                                      |
| Orlando             | 106-93                                       | 89-96                                        | La Nouvelle-Orléans                          | 112-115                                      |                                              | 132-111                                      | 114-104                                      |
| Washington          | 128-124                                      | 116-95                                       | San Antonio                                  | 139-105                                      | 125-105                                      | 97-110                                       |                                              |
|                     | 5–0                                          | 2–3                                          |                                              | 5–4                                          | 5–4                                          | 5–4                                          | 5–4                                          |
| Division            | 7–3                                          | 7–3                                          | Division                                     | 10–8                                         | 10–8                                         | 10–8                                         | 10–8                                         |
| Conférence          | 20–10 (Domicile : 12–3 ; Extérieur : 8–7)    | 20–10 (Domicile : 12–3 ; Extérieur : 8–7)    | Conférence                                   | 30–22 (Domicile : 17–9 ; Extérieur : 13–13)  | 30–22 (Domicile : 17–9 ; Extérieur : 13–13)  | 30–22 (Domicile : 17–9 ; Extérieur : 13–13)  | 30–22 (Domicile : 17–9 ; Extérieur : 13–13)  |
| Total               | 50–31 (Domicile : 29–12 ; Extérieur : 21–20) | 50–31 (Domicile : 29–12 ; Extérieur : 21–20) | 50–31 (Domicile : 29–12 ; Extérieur : 21–20) | 50–31 (Domicile : 29–12 ; Extérieur : 21–20) | 50–31 (Domicile : 29–12 ; Extérieur : 21–20) | 50–31 (Domicile : 29–12 ; Extérieur : 21–20) | 50–31 (Domicile : 29–12 ; Extérieur : 21–20) |

## Classements de la saison régulière
| Conférence Ouest | Conférence Ouest                | Conférence Ouest | Conférence Ouest | Conférence Ouest | Conférence Ouest | Conférence Ouest | Conférence Ouest |
| No               | Franchise                       | Vic.             | Def.             | MJ               | V/D              | GB               |                  |
| ---------------- | ------------------------------- | ---------------- | ---------------- | ---------------- | ---------------- | ---------------- | ---------------- |
| 1                | Warriors de Golden State T      | 57               | 25               | 82               | .695             | –                |                  |
| 2                | Nuggets de Denver               | 54               | 28               | 82               | .659             | 3                |                  |
| 3                | Trail Blazers de Portland       | 53               | 29               | 82               | .646             | 4                |                  |
| 4                | Rockets de Houston              | 53               | 29               | 82               | .646             | 4                |                  |
| 5                | Jazz de l'Utah                  | 50               | 32               | 82               | .610             | 7                |                  |
| 6                | Thunder d'Oklahoma City         | 49               | 33               | 82               | .598             | 8                |                  |
| 7                | Spurs de San Antonio            | 48               | 34               | 82               | .585             | 9                |                  |
| 8                | Clippers de Los Angeles         | 48               | 34               | 82               | .585             | 9                |                  |
|                  |                                 |                  |                  |                  |                  |                  |                  |
| 9                | Kings de Sacramento             | 39               | 43               | 82               | .476             | 18               |                  |
| 10               | Lakers de Los Angeles           | 37               | 45               | 82               | .451             | 20               |                  |
| 11               | Timberwolves du Minnesota       | 36               | 46               | 82               | .439             | 21               |                  |
| 12               | Grizzlies de Memphis            | 33               | 49               | 82               | .402             | 24               |                  |
| 13               | Pelicans de La Nouvelle-Orléans | 33               | 49               | 82               | .402             | 24               |                  |
| 14               | Mavericks de Dallas             | 33               | 49               | 82               | .402             | 24               |                  |
| 15               | Suns de Phoenix                 | 19               | 63               | 82               | .232             | 38               |                  |

| Division Nord-Ouest            | V  | D  | MJ | V/D  | GB | Dom   | Ext   | Div  |
| ------------------------------ | -- | -- | -- | ---- | -- | ----- | ----- | ---- |
| Nuggets de Denver (2)          | 54 | 28 | 82 | .659 | –  | 34–7  | 20–21 | 12–4 |
| Trail Blazers de Portland (3)  | 53 | 29 | 82 | .646 | 1  | 32–9  | 21–20 | 6–10 |
| Jazz de l'Utah (5)             | 50 | 32 | 82 | .610 | 4  | 29-12 | 21–20 | 8–8  |
| Thunder d'Oklahoma City (6)    | 49 | 33 | 82 | .598 | 5  | 27–14 | 22–19 | 9–7  |
| Timberwolves du Minnesota (11) | 36 | 44 | 82 | .439 | 18 | 25–16 | 11–30 | 5–11 |

## Effectif

### Effectif actuel
| Jazz de l’Utah Effectif actuel                                 |                      |                        |                      |                               |
| Entraîneur : Quin Snyder                                       |                      |                        |                      |                               |
| 24                                                             | Arrière              | Drapeau des États-Unis | Grayson Allen (R)    | Blue Devils de Duke           |
| 13                                                             | Pivot                | Drapeau des États-Unis | Tony Bradley         | North Carolina                |
| 34                                                             | Ailier fort          | Drapeau des États-Unis | Tyler Cavanaugh (TW) | George Washington             |
| 99                                                             | Ailier / Ailier fort | Drapeau des États-Unis | Jae Crowder          | Marquette                     |
| 11                                                             | Meneur               | Drapeau de l'Australie | Dante Exum           | Australian Institute of Sport |
| 15                                                             | Ailier fort / Pivot  | Drapeau des États-Unis | Derrick Favors       | Georgia Tech                  |
| 27                                                             | Pivot                | Drapeau de la France   | Rudy Gobert          | Cholet Basket                 |
| 2                                                              | Ailier               | Drapeau de l'Australie | Joe Ingles           | Maccabi Tel-Aviv              |
| 26                                                             | Arrière / Ailier     | Drapeau des États-Unis | Kyle Korver          | Creighton                     |
| 45                                                             | Arrière              | Drapeau des États-Unis | Donovan Mitchell     | Louisville                    |
| 30                                                             | Arrière / Meneur     | /                      | Naz Mitrou-Long (TW) | Iowa State                    |
| 25                                                             | Meneur               | Drapeau du Brésil      | Raulzinho Neto       | CB Murcie                     |
| 31                                                             | Ailier / Ailier fort | Drapeau des États-Unis | Georges Niang        | Iowa State                    |
| 23                                                             | Ailier               | Drapeau des États-Unis | Royce O'Neale        | Baylor                        |
| 3                                                              | Meneur               | Drapeau de l'Espagne   | Ricky Rubio          | FC Barcelone                  |
| 22                                                             | Arrière / Ailier     | Drapeau de la Suisse   | Thabo Sefolosha      | Pallacanestro Biella          |
| 33                                                             | Pivot / Ailier fort  | Drapeau des États-Unis | Ekpe Udoh            | Baylor                        |
| (C) - Capitaine, (R) - Rookie, (TW) - Two-way contract, Blessé |                      |                        |                      |                               |

## Transactions

### Échanges
| 21 juin 2018 (Jour de la draft) | A Jazz de l'UtahCompensation financière de 1 500 000 $ | A Rockets de HoustonDroits sur Vincent Edwards (#52)                                                   |
| 29 novembre 2018                | A Jazz de l'UtahKyle Korver                            | A Cavaliers de ClevelandAlec Burks Second tour de draft 2020 Second tour de draft 2021 (de Washington) |

### Joueurs qui re-signent
| Date       | Joueur         | Contrat                                                  |
| ---------- | -------------- | -------------------------------------------------------- |
| 06/07/2018 | Dante Exum     | Contrat de 33 000 000 $ sur 3 ans.                       |
| 06/07/2018 | Derrick Favors | Contrat partiellement garanti de 37 600 000 $ sur 2 ans. |
| 06/07/2018 | Raulzinho Neto | Contrat partiellement garanti de 4 400 000 $ sur 2 ans.  |
| 13/07/2018 | Georges Niang  | Contrat partiellement garanti de 4 941 515 $ sur 3 ans.  |

### Options dans les contrats
| Date       | Joueur           | Option                                                                   |
| ---------- | ---------------- | ------------------------------------------------------------------------ |
| 10/10/2018 | Tony Bradley     | Utah active son option d'équipe de 1 962 360 $ pour la saison 2019-2020. |
| 10/10/2018 | Donovan Mitchell | Utah active son option d'équipe de 3 635 760 $ pour la saison 2019-2020. |

### Arrivés

#### Draft
| Date       | Joueur        | Contrat                                   | Provenance                 |
| ---------- | ------------- | ----------------------------------------- | -------------------------- |
| 02/07/2018 | Grayson Allen | Contrat rookie de 11 103 735 $ sur 4 ans. | Blue Devils de Duke (NCAA) |

#### Two-way contract
| Date       | Joueur          | Provenance                             |
| ---------- | --------------- | -------------------------------------- |
| 14/07/2018 | Naz Mitrou-Long | Stars de Salt Lake City (NBA G-League) |
| 01/08/2018 | Tyler Cavanaugh | Hawks d'Atlanta                        |

#### Camps d'entraînement
| Date       | Joueur         | Contrat                           | Provenance                         |
| ---------- | -------------- | --------------------------------- | ---------------------------------- |
| 12/07/2018 | Jairus Lyles   | Contrat non garanti de 838 464 $. | Retrievers d'UMBC (NCAA)           |
| 16/08/2018 | Isaac Haas     | Contrat non garanti de 838 464 $. | Boilermakers de Purdue (NCAA)      |
| 28/08/2018 | Trey Lewis     | Contrat non garanti de 838 464 $. | Jeunesse laïque de Bourg-en-Bresse |
| 03/10/2018 | Isaiah Cousins | Contrat non garanti de 838 464 $. | Cholet Basket                      |

### Départs

#### Agents libres
| Date       | Joueur      | Nouvelle équipe ¹        |
| ---------- | ----------- | ------------------------ |
| 01/08/2018 | Erik McCree | Victoria Libertas Pesaro |

¹ Il s'agit de l’équipe pour laquelle le joueur a signé après son départ, il a pu entre-temps changer d'équipe ou encore de pays.

#### Joueurs coupés
| Date       | Joueur         | Nouvelle équipe ¹        |
| ---------- | -------------- | ------------------------ |
| 07/07/2018 | Jonas Jerebko  | Warriors de Golden State |
| 14/08/2018 | David Stockton | Medi Bayreuth            |

¹ Il s'agit de l’équipe pour laquelle le joueur a signé après son départ, il a pu entre-temps changer d'équipe ou encore de pays.

#### Non retenu après les camps d’entraînements
| Date       | Joueur          |
| ---------- | --------------- |
| 03/10/2018 | Trey Lewis      |
| 13/10/2018 | Stephaun Branch |
| 13/10/2018 | Isaac Haas      |
| 13/10/2018 | Isaiah Cousins  |
| 13/10/2018 | Jairus Lyles    |

### Joueurs "agents libres" à la fin de la saison
| Joueur          | Fin de saison |
| --------------- | ------------- |
| Ricky Rubio     | Agent libre   |
| Thabo Sefolosha | Agent libre   |
| Ekpe Udoh       | Agent libre   |

## Récompenses
| Date                   | Joueur           | Récompense                                     |
| ---------------------- | ---------------- | ---------------------------------------------- |
| 7 janvier – 13 janvier | Donovan Mitchell | Joueur de la semaine dans la conférence Ouest. |
| 15 février             | Paul George      | ☆ Rising Stars Challenge 2019 - Team USA ☆     |
| 25 février – 3 mars    | Donovan Mitchell | Joueur de la semaine dans la conférence Ouest. |
| 11 mars – 17 mars      | Rudy Gobert      | Joueur de la semaine dans la conférence Ouest. |